# Џек Ричер: Без повратка
Џек Ричер: Без повратка (енгл. Jack Reacher: Never Go Back) је амерички акциони филм из 2016. редитеља Едварда Цвика и наставак филма Џек Ричер из 2012. године. Сценаристи су Ричард Венк, Едвард Цвик и Маршал Херсковиц. Продуценти филма су Том Круз, Дон Грејнџер и Кристофер Макуари. Музику је компоновао Хенри Џекман.
Глумачку екипу чине Том Круз, Коби Смалдерс, Алдис Хоџ, Патрик Хојсингер и Роберт Непер. Светска премијера филма је била одржана 21. октобра 2016. у Сједињеним Америчким Државама. 
Буџет филма је износио 60 000 000 долара, а зарада од филма је 161 500 000 долара.

## Радња
Мајор Сузан Тарнер (Коби Смалдерс) је војни мајор и предводи Ричерову стару истражну јединицу. Она је ухапшена због издаје, а пошто зна да је невина, Ричер (Том Круз) мора да је избави из затвора и открије истину која стоји иза огромне владине завере како би скинуо љагу с њихових имена и спасио им животе. Док беже од закона, Ричер ће открити потенцијалну тајну из своје прошлости која би могла заувек да му промени живот.

## Улоге
| Глумац           | Улога               |
| ---------------- | ------------------- |
| Том Круз         | Џек Ричер           |
| Коби Смалдерс    | Сузан Тарнер        |
| Алдис Хоџ        | Еспин               |
| Патрик Хојсингер | Ловац               |
| Холт Мекалани    | пуковник Сем Морган |
| Роберт Непер     | Генерал Харкнес     |